# Hermann Hackmann
Hermann Heinrich Hackmann (ur. 11 listopada 1913 w Osnabrück, zm. 20 sierpnia 1994 w Uslar) – zbrodniarz wojenny, Schutzhaftlagerführer w niemieckim obozie koncentracyjnym Lublin i SS-Hauptsturmführer.

## Życiorys
Z zawodu kupiec. Członek SS od 1 listopada 1933 (nr identyfikacyjny 164705). Należał również do organizacji Lebensborn. Od listopada 1934 pełnił służbę w obozie Esterwegen, skąd w 1936 przeniesiono go do Oranienburga. W 1937 został Rapportführerem w obozie buchenwaldzkim, a w 1938 awansował tu na stanowisko zastępcy Schutzhaftlagerführera. Od września 1939 do 4 czerwca 1940 sprawował z kolei funkcję Arbeitseinsatzführera. Następnie Hackmann został czasowo adiutantem komendanta obozu, a 22 września 1940 powrócił na stanowisko zastępcy Schutzhaftlagerführera. Wielokrotnie znęcał się w Buchenwaldzie nad więźniami, katując ich w trakcie apeli biczem lub kopiąc. Brał również udział w wykonywaniu na więźniach okrutnych kar.
22 września 1941 został Schutzhaftlagerführerem w nowo powstałym obozie w Lublinie (Majdanek). 7 października 1941 został tu dodatkowo oficerem odpowiedzialnym za zatrudnienie więźniów (Einsatzführer). Obie te funkcje pełnił do 20 września 1942. Był odpowiedzialny w Majdanku za egzekucje jeńców radzieckich. Następnie, karnie, wobec podejrzeń o nadużycia popełnione w Lublinie, Hackmann skierowany został na front, gdzie walczył do 1 września 1943 w ramach 7 Dywizji Górskiej Prinz Eugen, po czym powrócił do sztabu komendantury obozu w Buchenwaldzie. 29 czerwca 1944 został skazany na karę śmierci przez sąd SS za morderstwa i defraudacje popełnione w obozach koncentracyjnych, lecz wykonanie wyroku odroczono na czas wojny. W związku z tym od 27 września 1944 przebywał w obozie karnym SS i Policji w Dachau, który opuścił w marcu 1945.
Po wojnie Hackmann został schwytany przez aliantów. Zasiadł następnie na ławie oskarżonych w procesie załogi Buchenwaldu (US vs. Josias Prince Zu Waldeck i inni), który toczył się przed amerykańskim Trybunałem Wojskowym w Dachau. Hackmann skazany został na karę śmierci przez powieszenie, którą jednak zamieniono następnie na dożywocie. Więzienie w Landsbergu opuścił w 1955. Pracował następnie jako kupiec i prokurent w Urlar. W 1976 został aresztowany przez władze zachodnioniemieckie i osądzony następnie w trzecim procesie załogi Majdanka, który odbył się przed sądem w Düsseldorfie. Hackmann skazany został za udział w zabiciu przynajmniej 141 osób na 10 lat pozbawienia wolności, choć prokurator domagał się dla niego podwójnego dożywocia.